# Ugrónyúl

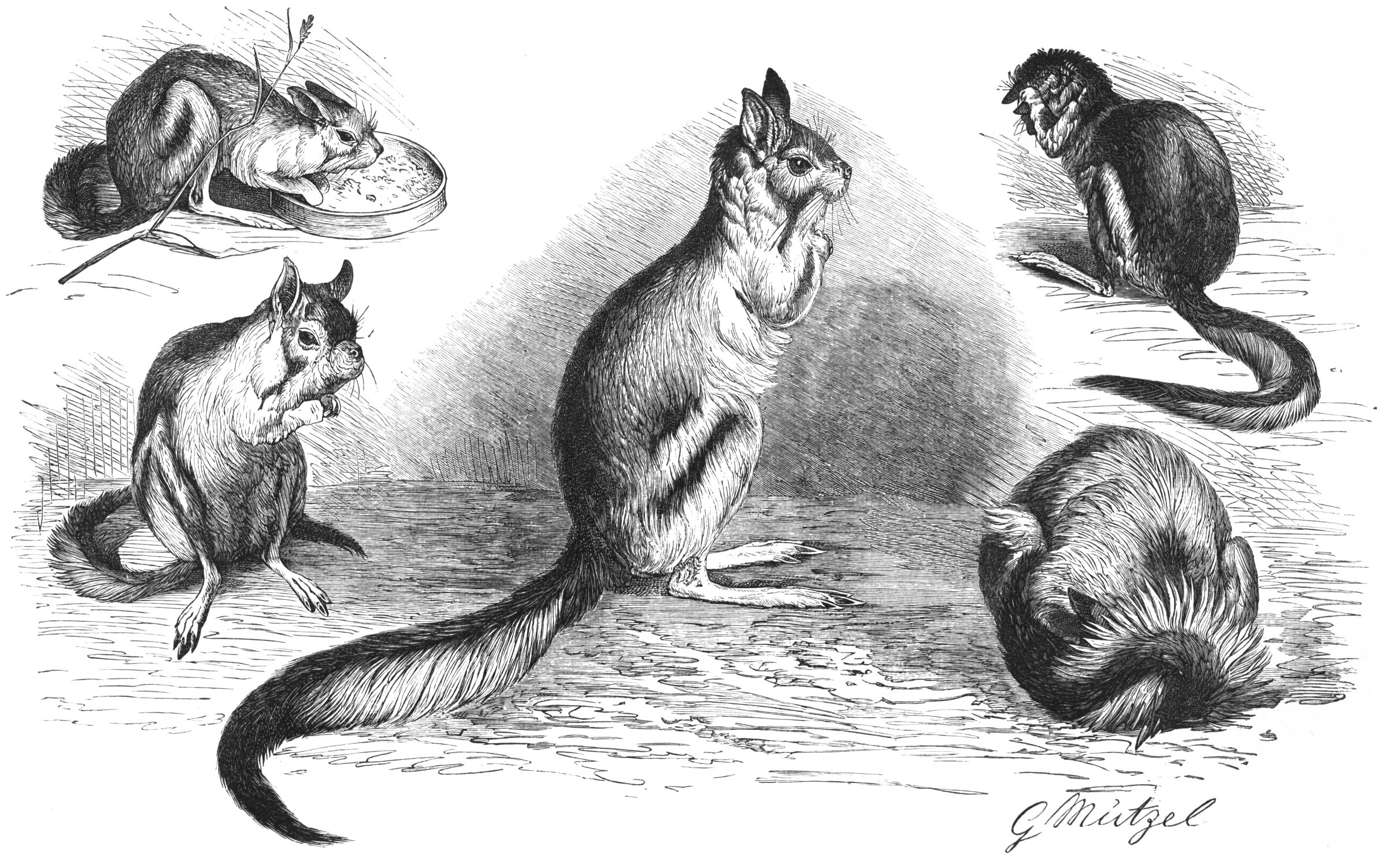

Az ugrónyúl (Pedetes capensis) az emlősök (Mammalia) osztályának a rágcsálók (Rodentia) rendjébe ezen belül az ugrónyúlfélék (Pedetidae) családjába tartozó faj.
Az állat neve némileg megtévesztő, ugyanis nem áll rokonságban a valódi nyulakkal.

## Törzsfejlődése
Az ugrónyúl utolsó élő képviselője egy egykoron jóval gyakoribb családnak.
A család legkorábbi fosszilizálódott maradványait miocén kori kőzetekben találták. Több fosszilis nemet különítettek el (Parapedetes, Megapedetes és Diatomys). A pliocén kor óta csak a Pedetes nem maradt fenn. Az ugrónyúl fosszilizálódott maradványait Afrika-szerte megtalálták, sőt Izrael, Szaúd-Arábia és Törökország területéről is kerültek elő ősmaradványai. Vagyis korábban jóval elterjedtebb volt, mára viszont Afrika déli területeire húzódott vissza.
Az ugrónyúl rendszerbe sorolása és egyéb rágcsálókkal való rokonságának tisztázása sokáig kérdéses volt. Először az ugróegérfélék (Dipodidae) közé sorolták. Majd felismerték egyedi jellegét és önálló családba helyezték, de még mindig az ugróegerek nagyra nőtt rokonának vélték. Később átértékelve rendszertani helyét a gyalogsülfélék (Hystricidae) közelébe helyezték. Mára molekuláris biológiai vizsgálatok után megállapítást nyert, hogy az ugrónyúlfélék a pikkelyesfarkúmókus-félék (Anomaluridae) testvércsaládja, annak ellenére, hogy külső tulajdonságaik nagymértékben különböznek egymástól. Mindkét családot az Anomaluromorpha alrendágba sorolják. Ez eléggé elkülönül a többi rágcsálótól.

## Előfordulása
Elterjedési területéhez részben Kenya és Tanzánia határvidéke, részben pedig Angola, Zambia és Zimbabwe déli részei, valamint Botswana, Namíbia és a Dél-afrikai Köztársaság tartoznak. Főként a nyílt síkságokat, ligetes, erdős szavannákat és bozótosokat kedveli.

## Megjelenése
Testmagassága 35-45 centiméter, farka 37-48 centiméter hosszú. Testtömege 3-4 kilogramm. Kengurura emlékeztető állat.
Testét sárgásbarna, illetve homokszínű szőrzet borítja, az állat farkát fekete szőrszálak díszítik. Jellegzetességei közé tartoznak a nagy szemek és a nagy fülek, de különösen a hosszú hátsó lábak, amelyek különösen hosszúnak tűnnek akkor, ha az aprócska mellső lábakkal hasonlítjuk őket össze.

## Életmódja
Éjjel aktív állat, a nappalt a föld felszíne alatt kialakított, gyakran igen bonyolult felépítésű kotorékban tölti. Mielőtt előbújik kotorékából, mindig nagyon gondosan ellenőrzi a felszínt, nincs-e valami ragadozó a közelben. Ha nincs semmi veszély, ráérősen szökdécselget mind a négy lábán, ám ha valami megijeszti vízszintes testtartással, hátsó lábain iszonyatosan nagyokat ugorva (2-8 méter között!) tűnik el, miközben farkával kormányoz.
Magányosan, vagy kisebb családi csoportokban él, de táplálkozáskor esetenként 20-30 állat is összejöhet. Elsősorban növényekkel, például gyökerekkel vagy fűfélékkel táplálkozik, de alkalmanként rovarokat is fogyaszt. A rovarok közül a sáskákat különösen kedveli.
Az ugrónyúl különleges alvóhelyet készít magának. A föld felszíne alatt kialakított üregrendszer néha 10-12 egymáshoz kapcsolódó folyosóból áll, melyeknek hossza a 40 métert is elérheti. Állatunk alváskor hosszú hátsó lábait előrenyújtja, s fejét közéjük veszi, hosszú farkát pedig a feje és a teste közé tekeri.

## Szaporodása
Vemhességi ideje 80-82 nap. Általában 1-3 utódjuk van, melyek 45 napig szopnak, de már kétnapos korukban tudnak ugrani. Az ivarérettséget 1 évesen érik el. Fogságban akár 13 évig is élhetnek.

## Egyéb
Fogságban nem túl gyakori faj. Mivel éjszakai életmódú állat, csak olyan helyen érdemes tartani, ahol van éjszakai ház, mivel csak ekkor tevékenykedik. Magyarországon csak a Fővárosi Állat- és Növénykertben tartják.